# Stewart L. Woodford
Stewart Lyndon Woodford (3 de septiembre de 1835-14 de febrero de 1913) fue un abogado, diplomático y político estadounidense que ocupó los cargos de miembro de la Cámara de Representantes de los Estados Unidos y Vicegobernador de Nueva York. Era el embajador de Estados Unidos en España en el momento en que se declaró la Guerra hispano-estadounidense de 1898.
Nacido en la ciudad de Nueva York, Woodford se graduó de la Universidad de Columbia en 1854 y más tarde estudió derecho, siendo posteriormente admitido en el colegio de abogados. Se involucró activamente en la política como republicano, y trabajó como fiscal adjunto de los Estados Unidos para el distrito sur de Nueva York desde 1861 hasta que se ofreció como voluntario para el Ejército de la Unión en 1862. Woodford participó en la guerra civil estadounidense como jefe de personal de Quincy A. Gillmore, comandante del Departamento del Sur, y como comandante del 103.er Regimiento de Infantería de Color. Alcanzó el rango de coronel y el rango brevet de general de brigada.
Woodford se postuló con éxito para vicegobernador en 1866 y sirvió desde 1867 hasta 1868. Después de perder las elecciones a gobernador de 1870, en 1872, Woodford fue elegido miembro de la Cámara de Representantes de los Estados Unidos y cumplió un mandato parcial. De 1877 a 1883, se desempeñó como Fiscal de los Estados Unidos para el Distrito Sur de Nueva York, y ejerció como Embajador en España desde 1897 hasta el inicio de las hostilidades de la Guerra entre ambos países. Woodford murió en la ciudad de Nueva York en 1913 y fue enterrado en Stamford, Connecticut.

## Biografía
Estudió en la Universidad de Yale y en el Columbia College (ahora Universidad de Columbia). En este último, se graduó en 1854 y fue miembro de St. Anthony Hall . Luego estudió derecho, fue admitido en el colegio de abogados en 1857 y comenzó a ejercer en la ciudad de Nueva York.
En 1860 fue elegido mensajero del colegio electoral de su estado para transmitir a Washington su voto a favor de la presidencia de Abraham Lincoln . En 1861 fue nombrado fiscal adjunto del distrito sur de Nueva York, y ocupó este cargo durante dieciocho meses.
En 1862 ingresó al Ejército de la Unión como voluntario, sirviendo hasta 1865, tiempo durante el cual se convirtió en jefe de personal sucesivo del Gen. Quincy A. Gillmore en el Departamento del Sur y comandante militar de Charleston, Carolina del Sur y Savannah, Georgia . Se convirtió en coronel del 103.er Regimiento de Infantería de Color de Estados Unidos. El 13 de enero de 1866, el presidente Andrew Johnson nominó a Woodford para el premio del grado honorario de brevet general de brigada de voluntarios, el Senado de los Estados Unidos confirmó el premio el 12 de marzo de 1866.
Fue vicegobernador de Nueva York de 1867 a 1868, elegido en 1866 en la candidatura republicana con el gobernador Reuben E. Fenton . En 1870, Woodford fue candidato republicano a gobernador, pero fue derrotado por el demócrata John T. Hoffman.
En 1872, fue elegido como miembro republicano al 43 ° Congreso de los Estados Unidos y sirvió desde el 4 de marzo de 1873 hasta el 1 de julio de 1874. En 1872 fue elegido elector presidencial.
Fue Fiscal Federal para el Distrito Sur de Nueva York de 1877 a 1883.
En junio de 1897, el presidente William McKinley nombró a Woodford para el cargo de enviado extraordinario y ministro plenipotenciario en España. España rompió relaciones diplomáticas con Estados Unidos el 21 de abril de 1898 y Woodford dejó su cargo el mismo día. Estados Unidos declaró la guerra a España mediante Ley del Congreso aprobada el 25 de abril de 1898.
Murió de una enfermedad cardíaca en su casa en la ciudad de Nueva York el 14 de febrero de 1913 y fue enterrado en Stamford, en el cementerio Woodland de Connecticut .